# Niabauri
Niabauri – wieś w Gruzji, w regionie Guria, w gminie Ozurgeti. W 2014 roku liczyła 553 mieszkańców.